# Велотуризм

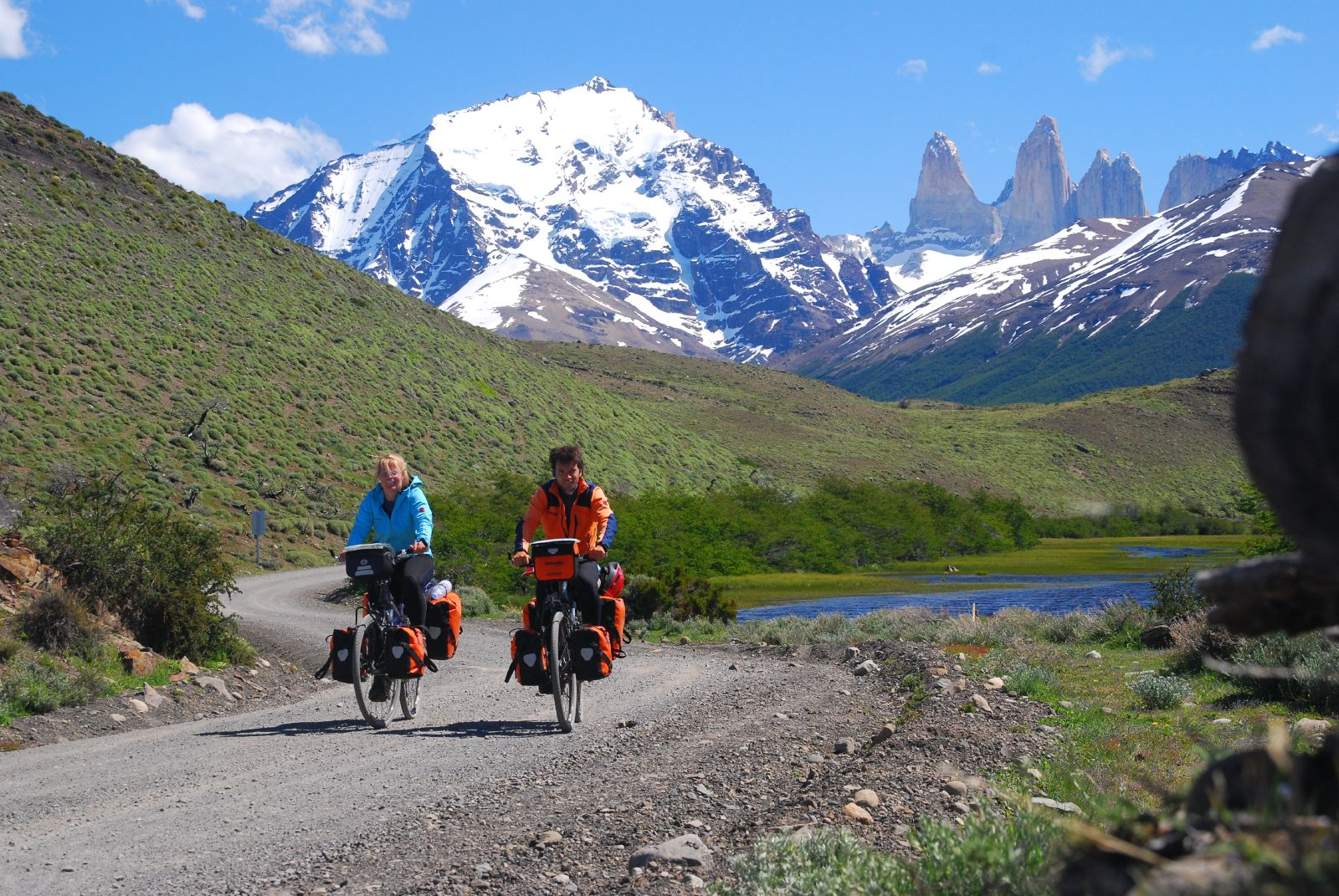
Велотуристы на фоне Кордильерских гор

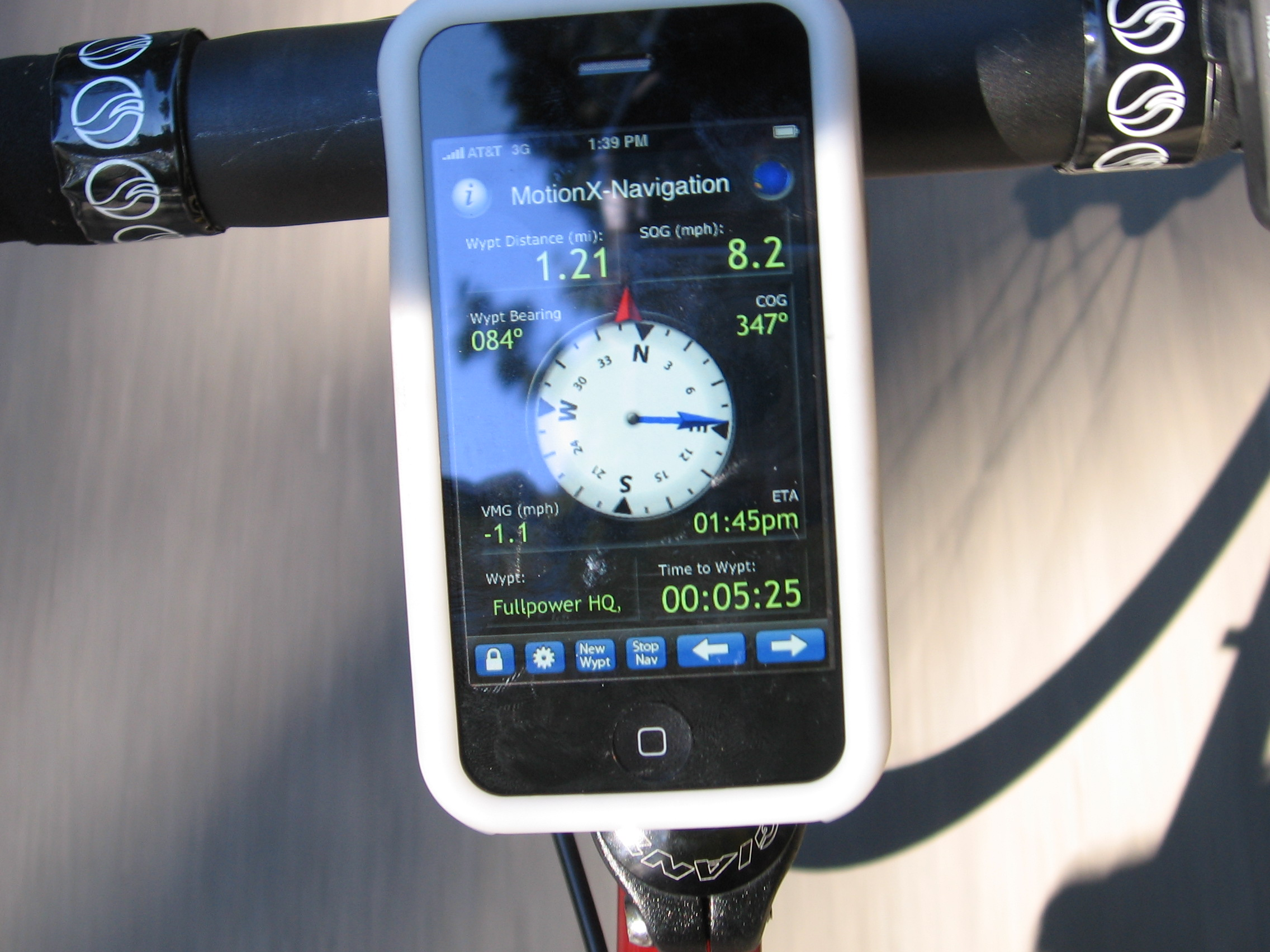
Аналогично водителям автомобилей, велосипедисты тоже пользуются GPS-навигаторами в своих поездках — от специализированных защищённых моделей, и заканчивая обычными сотовыми телефонами с GPS-приёмниками. На фото: iPhone, закреплённый на руле.

Велотуризм (велосипедный туризм) — один из видов туризма, в котором велосипед служит главным или единственным средством передвижения. Понятие «велосипедный туризм» многозначно и относится как к одному из видов активного отдыха, так и к разновидности спортивного туризма.

## Велотуризм как активный отдых

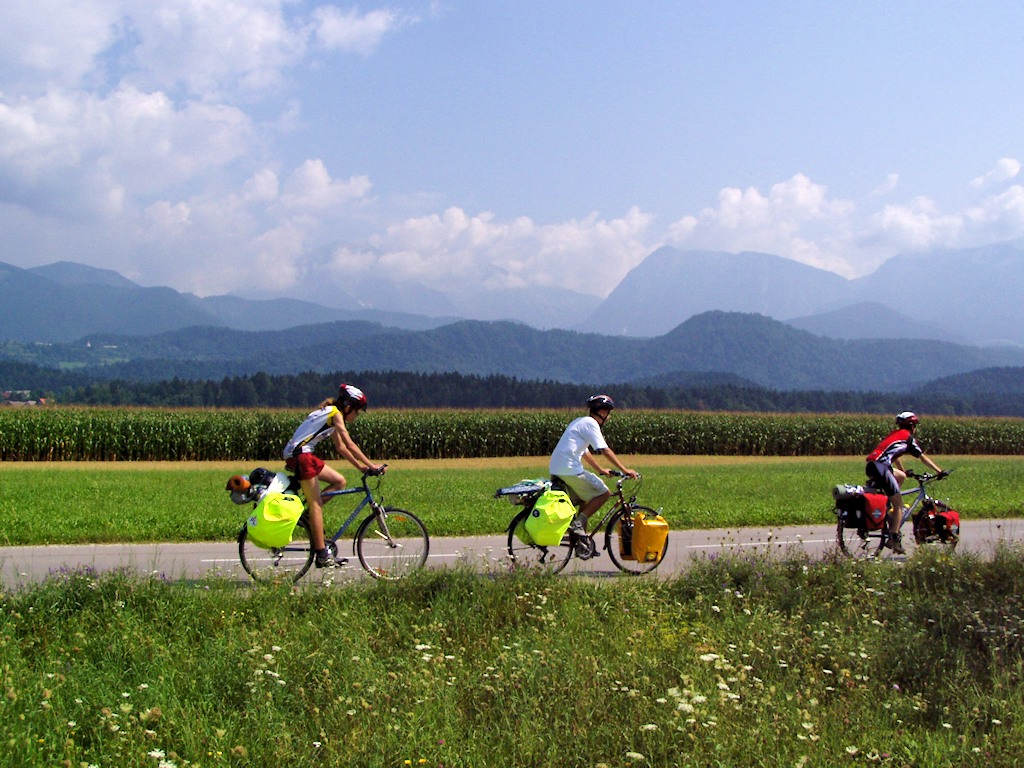
велотуристы в Словении

Велотуризм как активный отдых заключается в прохождении на велосипеде маршрутов, содержащих общетуристические и специфические для велотуризма объекты экскурсионного характера. Сложность таких походов может колебаться от простой до крайне высокой, маршруты прокладываются так, чтобы использовать преимущества, которые дает велосипед для быстрого передвижения по маршруту. Главные отличия таких велопоходов от спортивного велотуризма, ориентированного на получение спортивных разрядов и званий — отказ от преднамеренного усложнения маршрута, деления походов на категории сложности и совмещение спортивной составляющей похода с осмотром культурных и природных достопримечательностей. Среди видов активного отдыха, велосипедный туризм является лидером по скорости передвижения и протяженности маршрутов.

### Разновидности велопоходов
- Однодневный велопоход — велопоход без ночёвок. Как правило, выезд утром, приезд — вечером того же дня.
- ПВД — «Поход выходного дня» — может быть как однодневным, так и с одной или двумя ночевками в выходные дни (как правило, недалеко от места проживания).
- Многодневный велопоход — велопоход продолжительностью в несколько дней с ночёвками.

## Спортивный велотуризм

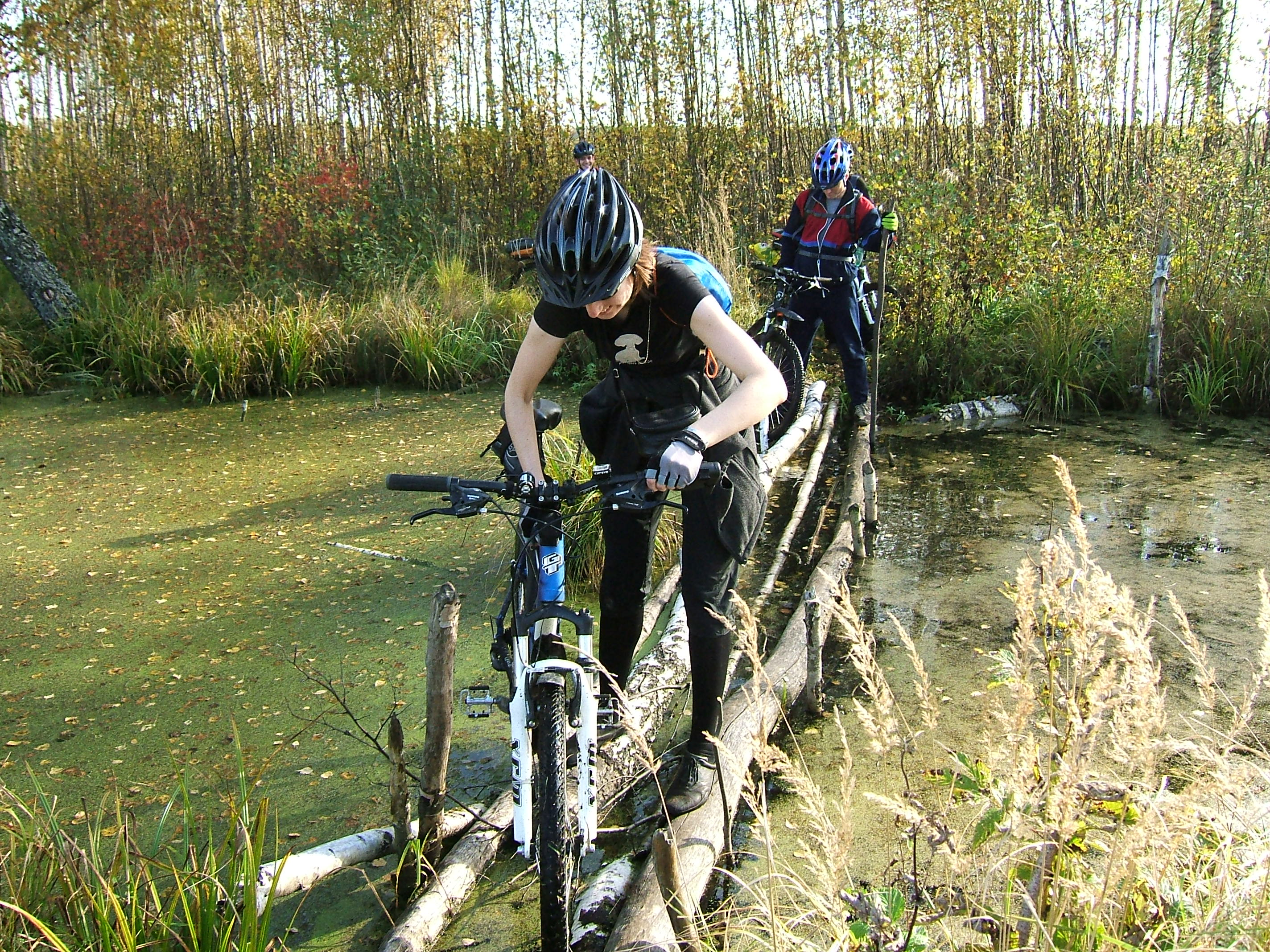
Переход велотуристами через болото в национальном парке «Лосиный Остров»

Спортивный велотуризм входит, наряду с другими видами туризма, в Федерацию спортивного туризма России и в Федерацию спортивного туризма Украины, при которых работают комиссии по всем видам спортивного туризма, и различные клубы туристов.

### Категорирование
В велосипедном спортивном туризме выделяется шесть категорий сложности походов. Первая категория — самая простая, шестая — самая сложная. Категория сложности похода определяется по методике категорирования велосипедных походов. Минимальная протяжённость велосипедного похода первой категории сложности составляет 300 км.
| Категория | Протяженность                  | Препятствия «Равнина» | Препятствия «Горы» | Требования к участникам     |
| --------- | ------------------------------ | --- | --- | --------------------------- |
| 1 к/с     | 300 км — 6 дней (+1 днёвка)    | Не регламентируется | Не регламентируется | все желающие                |
| 2 к/с     | 400 км — 8 дней (+1-2 днёвки)  | Не менее 150 км г/д. При отсутствии г/д >800 км | Не менее 75 км г/д, Н = 2000 м. При отсутствии г/д, Н = 4000 м                                                                                                 | прошедшие велопоход 1-й к/с |
| 3 к/с     | 500 км — 10 дней (+2 днёвки)   | Не менее 200 км г/д, полевых и лесных троп. При отсутствии этих препятствий >1000 км                                                                     | Не менее 100 км г/д, Н = 4000 м. При отсутствии г/д, Н = 7000 м                                                                                                | прошедшие велопоход 2-й к/с |
| 4 к/с     | 600 км — 13 дней (+2-3 днёвки) | Не менее 300 км г/д, полевых и лесных троп. При отсутствии этих препятствий > 1200 км                                                                    | Не менее 150 км г/д, Н = 7000 м При отсутствии г/д, Н = 10 000 м                                                                                               | прошедшие велопоход 3-й к/с |
| 5 к/с     | 700 км — 16 дней (+3 днёвки)   | Не менее 400 км г/д с песчаными или заболоченными участками, лесных буреломов с преодолением водных преград «вброд»                                      | Не менее 200 км г/д, Н = 10 000 м. При отсутствии г/д Н = 15 000 м                                                                                             | прошедшие велопоход 4-й к/с |
| 6 к/с     | 800 км — 20 дней (+4 днёвки)   | Не менее 500 км труднопроходимых дорог с заболоченными и песчаными участками, лесных буреломов, преодолением рек и проведением не менее одной переправы. | Не менее 250 км г/д, Н = 12 000 м, прохождение не менее одного категорийного перевала. 1-А или реки с наведением переправы. При других условиях — Н = 20 000 м | прошедшие велопоход 5-й к/с |

Примечания:
1. 1 2 3 4  30 % участников может иметь опыт на одну категорию ниже;

Обозначения:
1. г / д — грунтовые дороги;
2. Н — суммарный набор высоты за весь поход;
3. количество дней отдыха составляет примерно 20 % от числа ходовых дней;
4. не менее 50 % ночёвок для велопоходов всех к/с должно проводиться в полевых условиях.[1]

## Велосипеды
Специфика велотуризма накладывает определённые требования к конструкции велосипеда. Например, велосипед «Турист» производства ХВЗ имеет 4-5 передач, облегчённый вес по сравнению с обычными дорожными велосипедами. В отличие от спортивного велосипеда туристический велосипед обеспечивает более высокую проходимость, более прямую посадку велосипедиста. Велосипеды для велотуризма (кроме спортивного) имеют передние и задние багажники для сумок и рюкзаков.

## Велорюкзаки

### Заплечные

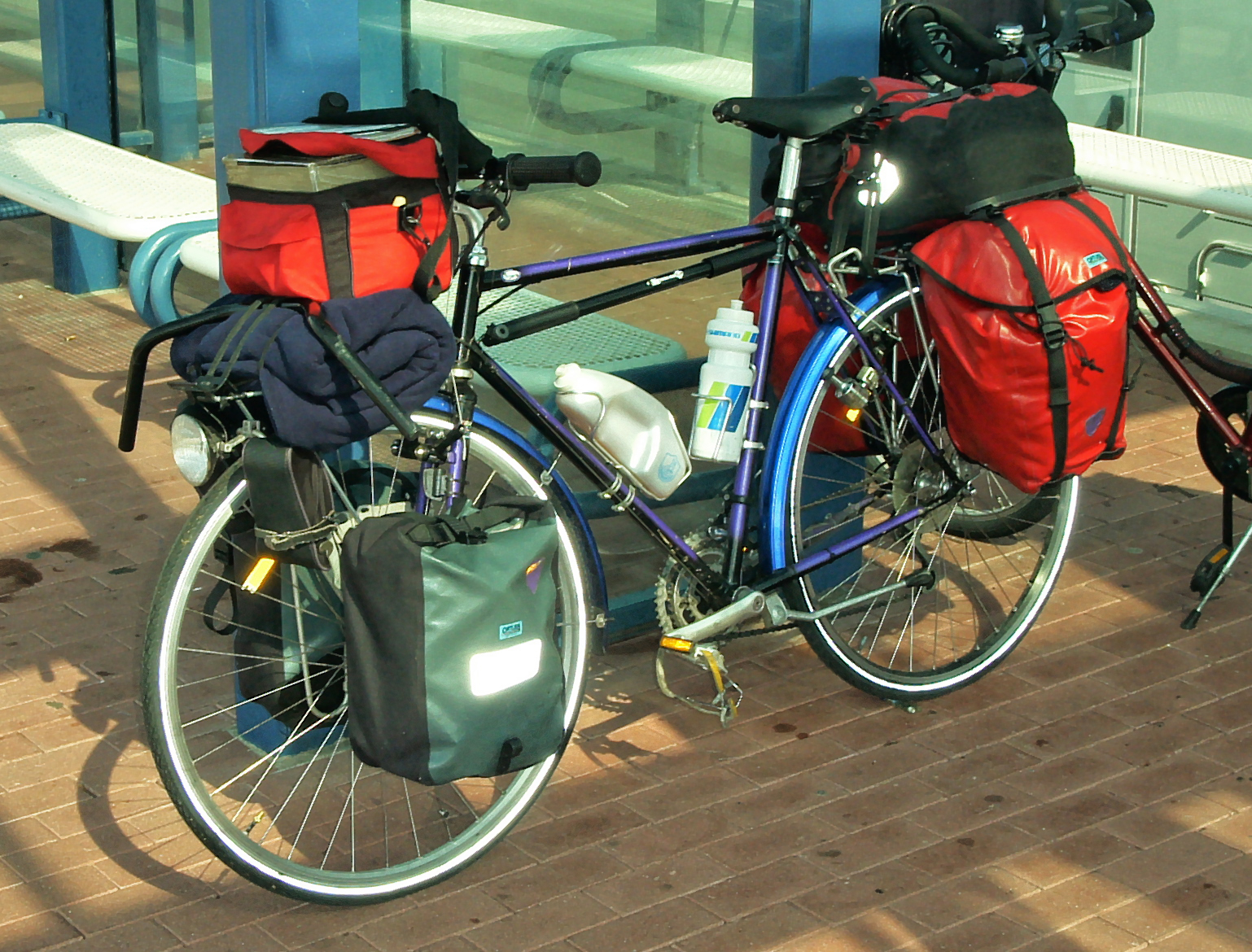
Велорюкзаки и велосумки

Длительная перевозка большого груза на спине неприятна и вредна для позвоночника, что вызвано специфической позой велосипедиста. Поэтому они обычно имеют небольшой объём — от 5 до 35 литров и предназначены для коротких маршрутов для перевозки питьевой системы и минимума одежды.
Для велорюкзаков характерны:
- Яркая раскраска, наличие светоотражателей и крепления для маячка.
- Характерная форма, сужающаяся кверху. Благодаря этому, снижается аэродинамическое сопротивление и вероятность зацепиться рюкзаком за свисающие над дорогой ветки.
- Наружные крепления для шлема.

### Багажные
Багажные велорюкзаки (велоштаны) крепятся на багажник велосипеда, при этом части рюкзака, как правило, свешиваются по обе стороны колеса.
Получили массовое распространение на территории постсоветского пространства ввиду относительной дешевизны и возможности перевозки запредельного количества вещей. Возник даже термин - хламовозинг велопитерского толка.

## Велосумки

### На багажник
Самые распространённые велосипедные рюкзаки. Только в них можно перевозить достаточно большие грузы. Имеют объём от 8—10 до 90 литров, часто — чехол от дождя и лямки для переноски, а также систему внешнего крепления груза.

### На руль
Имеют небольшой объём и обычно используются для фото-видеотехники и мелких вещей.

### Под раму, под седло
Небольшие по объёму подрамные и подседельные велосумки используются для инструментов (бардачок), запасной камеры, велоаптечки, бортовок и тому подобного.